# Psecas
Psecas C. L. Koch, 1850 è un genere di ragni appartenente alla famiglia Salticidae.

## Distribuzione
Le 14 specie oggi note di questo genere sono diffuse prevalentemente nell'America meridionale: le sole P. euoplus e P. sumptuosus sono presenti a Panama (la prima ne è un endemismo).

## Tassonomia
A dicembre 2010, si compone di 14 specie:
- Psecas bacelarae Caporiacco, 1947 — Guyana
- Psecas barbaricus (Peckham & Peckham, 1894) — Trinidad
- Psecas bubo (Taczanowski, 1871) — Guyana
- Psecas chapoda (Peckham & Peckham, 1894) — Brasile
- Psecas chrysogrammus (Simon, 1901) — Perù, Brasile
- Psecas cyaneus (C. L. Koch, 1846)[2] — Suriname
- Psecas euoplus Chamberlin & Ivie, 1936 — Panama
- Psecas jaguatirica Mello-Leitão, 1941 — Colombia
- Psecas pulcher Badcock, 1932 — Paraguay
- Psecas rubrostriatus Schmidt, 1956 — Colombia
- Psecas sumptuosus (Perty, 1833) — da Panama all'Argentina
- Psecas vellutinus Mello-Leitão, 1948 — Guyana
- Psecas viridipurpureus (Simon, 1901) — Brasile
- Psecas zonatus Galiano, 1963 — Brasile